# Corpus Vasorum Antiquorum Deutschland
Das Corpus Vasorum Antiquorum Deutschland ist das deutsche Teilprojekt des internationalen Corpus Vasorum Antiquorum (CVA).

## Das Projekt und seine Geschichte
Ziel dieses Projekts ist die Erforschung und Publikation der antiken Keramik in deutschen öffentlichen Sammlungen nach einheitlichen Kriterien. Das Projekt wurde 1920 begründet, Deutschland wurde als Folge des Ersten Weltkrieges erst 1935 aufgenommen. Der erste deutsche Band erschien 1938.
Für das Corpus Vasorum Antiquorum Deutschland ist im Auftrag der deutschen Akademien die Bayerische Akademie der Wissenschaften in München verantwortlich. Diese hat dafür eine eigene Kommission für das Corpus Vasorum Antiquorum eingerichtet. Die Redaktionstätigkeit wird von einem fest angestellten Redaktor geleistet, seit 2006 ist das Stefan Schmidt. Da derartige Grundlagenforschung heute von einzelnen Sammlungen kaum noch geleistet werden kann, da zumeist die finanzielle Ausstattung fehlt, um die Bearbeiter zu bezahlen, ist die zentrale Organisation und Finanzierung ein Garant für den Erfolg des Projektes in Deutschland. Die Bearbeiter der einzelnen Bände werden für die Dauer ihrer Tätigkeit bei der Bayerischen Akademie der Wissenschaften und nicht bei den Sammlungen beziehungsweise Museen angestellt. Häufig waren und sind dies junge Klassische Archäologen am Beginn ihrer Karriere, aber auch Museumsmitarbeiter oder schon bekannte Vasenforscher haben Bände verfasst. Somit müssen sie sich als externe Mitarbeiter in das Gefüge der Museen einpassen, auf dessen Ressourcen wie Restauratoren, Fotografen und Zeichner sie angewiesen sind. Derzeitige wissenschaftliche Mitarbeiter des Projektes sind Stefan Distler, Norbert Eschbach, Georg Gerleigner, Yasmin Olivier-Trottenberg, Bettina Reichardt und Patrick Zeidler (Stand Juli 2025).
Leitungsgremium des CVA Deutschland ist der Beirat der Kommission für das Corpus Vasorum Antiquorum. Vorsitzender ist aufgrund seiner Mitgliedschaft in der Bayerischen Akademie der Wissenschaften automatisch Paul Zanker. Er sitzt dem Beirat vor, dem zudem derzeit als stellvertretender Vorsitzender Christian Kunze sowie Klaus Fittschen und Bodil Bundgaard Rasmussen angehören. Beratend steht daneben der Ausschuss für das Corpus Vasorum Antiquorum, dem Matthias Steinhart vorsitzt, Stellvertreter ist Martin Bentz, weitere Mitglieder sind Florian Knauß, Stefan Schmidt und Andreas Scholl.
Ein Mitarbeiter benötigt derzeit etwa zwei Jahre für die Erstellung eines Bandes, wenn er diesen in einer Vollzeitstelle erarbeiten kann. Zwischen 1938 und 1944 wurden sechs Bände publiziert, nach dem Krieg erschien 1951 der siebte Band. In den 1950er Jahren wurden 12 Bände veröffentlicht, besonders ergiebig war das Jahr 1959 mit allein fünf publizierten Bänden, darunter drei aus der DDR. Auch in den 1960er Jahren wurden wieder 12 Bände publiziert, je 14 in den 1970er Jahren und 1980er Jahren sowie 13 in den 1990er Jahren. Seit Mitte der 2000er Jahre wurde der Arbeitsaufwand intensiviert, eine Abdeckung der deutschen Museen könnte somit in den 2040er Jahren erreicht werden. Abgesichert ist das Projekt derzeit durch die deutschen Akademien bis ins Jahr 2030. In den 2000er Jahren erschienen 15 Bände, in den 2010er Jahren bislang 14.
Naturgemäß entfällt die Mehrzahl der Bände auf die großen deutschen Vasensammlungen. So sind bisher für die Staatlichen Antikensammlungen in München 18 Bände und für die Antikensammlung Berlin 16 Bände erschienen, insgesamt sind bis 2016 100 Bände mit den Beständen deutscher Sammlungen publiziert worden. Aber auch viele kleinere öffentliche Sammlungen (etwa  Karlsruhe, Schloss Fasanerie und Schwerin) sind vollständig bearbeitet worden, dazu die Bestände zahlreicher deutscher Universitätssammlungen. Der erste einer österreichischen Sammlung gewidmete CVA-Band erschien nach dem „Anschluss“ 1941 als Band 5 der deutschen Reihe. 1971 beendete die DDR ihre Mitarbeit im von München aus organisierten Projekt und begann eine Reihe mit eigener Zählung der Bände. Davon erschienen zwischen 1972 und 1990 jedoch nur drei Bände. Nach der Wiedervereinigung beider deutscher Staaten werden auch die ostdeutschen Sammlungen wieder in der Münchener Reihe veröffentlicht.
Die Bände des Corpus Vasorum Antiquorum werden im Verlag C. H. Beck veröffentlicht, mit Ausnahme der neun zwischen 1959 und 1990 erschienenen Bände zu Sammlungen in der DDR, die im Akademie-Verlag herausgebracht wurden.
Text und Tafeln aller deutschen CVA-Bände bis Band 76 sind frei zugänglich im Internet verfügbar. Bis einschließlich des Bandes 72 wurde jeder Band in einzelnen Tafeln, ergänzt durch ein Beiheft mit den erklärenden Texten und Indices in einer Schutzhülle, publiziert. Seit Band 73 sind Tafeln sowie Textteil ein gebundenes Hardcover-Buch.
Nicht in der Reihe werden Sammlungen beziehungsweise Sammlungsbestände erneut publiziert, die schon vor der Erstellung der CVA-Bände in vergleichbarer Qualität veröffentlicht wurden, etwa die 1931 von Wilhelm Kraiker publizierte Teilsammlung attisch-rotfiguriger Keramik der Antikensammlung der Universität Heidelberg.

## Redaktoren des deutschen Corpus Vasorum Antiquorum
- 1937–1939 und 1955–1962 Adolf Greifenhagen
- 1962–1966 Dietrich Schulz
- 1966–2004 Heinrich B. Siedentopf
- 1999–2004 Martin Bentz
- 2004–2006 Ralf von den Hoff
- seit 2006 Stefan Schmidt

## Vorsitzende der Kommission für das Corpus Vasorum Antiquorum
Qua Amt übernimmt der jeweilige Vertreter der Klassischen Archäologie in der Bayerischen Akademie der Wissenschaften die Position des Kommissionsvorsitzenden, selbst wenn er keinen direkten Bezug zur Thematik hat.
- 1936–1961 Ernst Buschor
- 1962–1968 Hans Möbius
- 1968–1987 Emil Kunze
- seit 1987 Paul Zanker

## Die Bände des Corpus Vasorum Antiquorum Deutschland
Ostdeutsche Bände aus der Zeit zwischen 1949 und 1970 sind in der Ortsangabe kursiv gehalten.
| Band | Ort                 | Museum beziehungsweise Sammlung                                                                                   | Teilband              | Wissenschaftlicher Bearbeiter           | Jahr | Anmerkungen | ISBN                    |
| ---- | ------------------- | --- | --------------------- | --------------------------------------- | ---- | --- | ----------------------- |
| 1    | Bonn                | Akademisches Kunstmuseum                                                                                          | Bonn 1                | Adolf Greifenhagen                      | 1938 | Attisch-rotfigurige und weißgrundige Vasen |                         |
| 2    | Berlin              | Antiquarium | Berlin 1              | Richard Eilmann Kurt Gebauer            | 1938 | Frühattische Vasen |                         |
| 3    | München             | Museum Antiker Kleinkunst                                                                                         | München 1             | Reinhard Lullies                        | 1939 | Attisch-schwarzfigurige Bauchamphoren |                         |
| 4    | Braunschweig        | Herzog Anton Ulrich-Museum                                                                                        | Braunschweig 1        | Adolf Greifenhagen                      | 1940 | |                         |
| 5    | Wien                | Universität Wien und Sammlung Franz von Matsch                                                                    | Wien 1                | Hedwig Kenner                           | 1942 | |                         |
| 6    | München             | Museum Antiker Kleinkunst                                                                                         | München 2             | Reinhard Lullies                        | 1944 | |                         |
| 7    | Karlsruhe           | Badisches Landesmuseum                                                                                            | Karlsruhe 1           | German Hafner                           | 1951 | |                         |
| 8    | Karlsruhe           | Badisches Landesmuseum                                                                                            | Karlsruhe 2           | German Hafner                           | 1952 | |                         |
| 9    | München             | Museum Antiker Kleinkunst                                                                                         | München 3             | Reinhard Lullies                        | 1952 | |                         |
| 10   | Heidelberg          | Antikenmuseum der Universität Heidelberg                                                                          | Heidelberg 1          | Konrad Schauenburg                      | 1954 | |                         |
| 11   | Adolphseck          | Jagdschloss Fasanerie                                                                                             | Adolphseck 1          | Frank Brommer                           | 1956 | |                         |
| 12   | München             | Museum Antiker Kleinkunst                                                                                         | München 4             | Reinhard Lullies                        | 1956 | |                         |
| 13   | Mannheim            | Reiß-Museum | Mannheim 1            | Adolf Greifenhagen                      | 1958 | |                         |
| 14   | Leipzig             | Archäologisches Institut der Karl-Marx-Universität                                                                | Leipzig 1             | Werner Müller                           | 1959 | |                         |
| 15   | Mainz               | Johannes Gutenberg-Universität Mainz                                                                              | Universität Mainz 1   | Roland Hampe Erika Simon                | 1959 | |                         |
| 16   | Adolphseck          | Schloss Fasanerie                                                                                                 | Adolphseck 2          | Frank Brommer                           | 1959 | |                         |
| 17   | Altenburg           | Staatliches Lindenau-Museum                                                                                       | Altenburg 1           | Erwin Bielefeld                         | 1959 | |                         |
| 18   | Altenburg           | Staatliches Lindenau-Museum                                                                                       | Altenburg 2           | Erwin Bielefeld                         | 1959 | |                         |
| 19   | Altenburg           | Staatliches Lindenau-Museum                                                                                       | Altenburg 3           | Erwin Bielefeld                         | 1960 | |                         |
| 20   | München             | Museum Antiker Kleinkunst                                                                                         | München 5             | Reinhard Lullies                        | 1961 | |                         |
| 21   | Berlin              | Antiquarium | Berlin 2              | Adolf Greifenhagen                      | 1962 | Einheit mit Band Berlin 3: Attisch-rotfigurige Schalen, Skyphoi, Pyxiden und Kannen der Westberliner Sammlung                                                                                         |                         |
| 22   | Berlin              | Antiquarium | Berlin 3              | Adolf Greifenhagen                      | 1962 | Einheit mit Band Berlin 2: Attisch-rotfigurige Schalen, Skyphoi, Pyxiden und Kannen der Westberliner Sammlung                                                                                         |                         |
| 23   | Heidelberg          | Antikenmuseum der Universität Heidelberg                                                                          | Heidelberg 2          | Margot Schmidt                          | 1962 | |                         |
| 24   | Gotha               | Schlossmuseum | Gotha 1               | Elisabeth Rohde                         | 1964 | |                         |
| 25   | Frankfurt am Main   | Museum für Vor- und Frühgeschichte Museum für Kunsthandwerk Liebieg-Haus Archäologisches Institut der Universität | Frankfurt am Main 1   | Kurt Deppert                            | 1964 | |                         |
| 26   | Stuttgart           | Württembergisches Landesmuseum                                                                                    | Stuttgart 1           | Erika Kunze-Götte                       | 1965 | |                         |
| 27   | Heidelberg          | Antikenmuseum der Universität Heidelberg                                                                          | Heidelberg 3          | Fulvio Canciani                         | 1966 | |                         |
| 28   | München             | Museum Antiker Kleinkunst                                                                                         | München 6             | Eleni Walter-Karydi                     | 1968 | Nicht-attische Gefäße des 8. bis 6. Jahrhunderts |                         |
| 29   | Gotha               | Schlossmuseum | Gotha 2               | Elisabeth Rohde                         | 1968 | |                         |
| 30   | Frankfurt am Main   | Museum für Vor- und Frühgeschichte Museum für Kunsthandwerk Liebieg-Haus                                          | Frankfurt am Main 2   | Kurt Deppert                            | 1968 | Attisch-schwarzfigurige und -rotfigurige Vasen |                         |
| 31   | Heidelberg          | Antikenmuseum der Universität Heidelberg                                                                          | Heidelberg 4          | Hildegund Gropengiesser                 | 1970 | | ISBN 3-406-00931-X      |
| 32   | München             | Museum Antiker Kleinkunst                                                                                         | München 7             | Erika Kunze-Götte                       | 1970 | | ISBN 3-406-00932-8      |
| 33   | Berlin              | Antiquarium | Berlin 4              | Norbert Kunisch                         | 1971 | kykladische, ostgriechische, chalkidische, lakonische und böotische Vasen der Westberliner Sammlung                                                                                                   | ISBN 978-3-406-00933-4  |
| 34   | Hannover            | Kestner-Museum | Hannover 1            | Anna-Barbara Follmann                   | 1971 | | ISBN 978-3-406-00934-1  |
| 35   | Kassel              | Antikenabteilung der Staatlichen Kunstsammlungen                                                                  | Kassel 1              | Reinhard Lullies                        | 1972 | | ISBN 3-406-00935-2      |
| 36   | Tübingen            | Antikensammlung des Archäologischen Instituts der Universität                                                     | Tübingen 1            | Klaus Wallenstein                       | 1973 | Nicht-attische und Nicht-italische Keramik (einschließlich der Chalkidischen Keramik) abgesehen von der Galaxidi-Klasse und der hellenistischen Keramik                                               | ISBN 3-406-00936-0      |
| 37   | München             | Staatliche Antikensammlungen                                                                                      | München 8             | Erika Kunze-Götte                       | 1973 | | ISBN 978-3-406-00937-2  |
| 38   | Kassel              | Antikenabteilung der Staatlichen Kunstsammlungen                                                                  | Kassel 2              | Peter Kranz Reinhard Lullies            | 1975 | | ISBN 978-3-406-00938-9  |
| 39   | Würzburg            | Martin von Wagner Museum                                                                                          | Würzburg 1            | Fernande Hölscher                       | 1975 | Mykenisch, Protogeometrisch, Attisch-geometrisch, frühattisch und schwarzfigurig, Ostgriechisch, Korinthisch, Böotisch-schwarzfigurig, Fragmente aus Orchomenos                                       | ISBN 3-406-00939-5      |
| 40   | Bonn                | Akademisches Kunstmuseum                                                                                          | Bonn 2                | Bernd Kaiser                            | 1976 | | ISBN 978-3-406-06340-4  |
| 41   | Hamburg             | Museum für Kunst und Gewerbe                                                                                      | Hamburg 1             | Elfriede Brümmer                        | 1976 | | ISBN 978-3-406-06341-1  |
| 42   | Mainz               | Römisch-Germanisches Zentralmuseum                                                                                | RGZM Mainz 1          | Andrea Büsing-Kolbe                     | 1977 | | ISBN 3-406-06342-X      |
| 43   | Mainz               | Römisch-Germanisches Zentralmuseum                                                                                | RGZM Mainz 2          | Andrea Büsing-Kolbe                     | 1978 | | ISBN 3-406-06343-8      |
| 44   | Tübingen            | Antikensammlung des Archäologischen Instituts der Universität                                                     | Tübingen 2            | Klaus Wallenstein                       | 1978 | | ISBN 3-406-06344-6      |
| 45   | Berlin              | Antikenmuseum | Berlin 5              | Heide Mommsen                           | 1980 | Attisch-schwarzfigurige Amphoren der Westberliner Sammlung | ISBN 3-406-06345-4      |
| 46   | Würzburg            | Martin von Wagner Museum                                                                                          | Würzburg 2            | Fernande Hölscher                       | 1980 | | ISBN 3-406-07646-7      |
| 47   | Tübingen            | Antikensammlung des Archäologischen Instituts der Universität                                                     | Tübingen 3            | Johannes Burow                          | 1980 | | ISBN 3-406-07647-5      |
| 48   | München             | Staatliche Antikensammlungen                                                                                      | München 9             | Erika Kunze-Götte                       | 1982 | | ISBN 3-406-07648-3      |
| 49   | Nordrhein-Westfalen | Hetjens-Museum Düsseldorf Kaiser-Wilhelm-Museum Krefeld Clemens-Selz-Museum Neuss                                 | Nordrhein-Westfalen 1 | Heinrich B. Siedentopf                  | 1982 | | ISBN 3-406-07649-1      |
| 50   | Frankfurt am Main   | Museum für Vor- und Frühgeschichte Museum für Kunsthandwerk Liebieg-Haus                                          | Frankfurt am Main 3   | Kurt Deppert                            | 1982 | Unteritalisch-rotfigure Vasen, Gnathia-Vasen | ISBN 3-406-07650-5      |
| 51   | Würzburg            | Martin von Wagner Museum                                                                                          | Würzburg 3            | Irma Wehgartner                         | 1983 | Etruskische Keramik | ISBN 3-406-09751-0      |
| 52   | Tübingen            | Antikensammlung des Archäologischen Instituts der Universität                                                     | Tübingen 4            | Elke Böhr                               | 1984 | Attisch-schwarzfigurige Keramik | ISBN 3-406-30181-9      |
| 53   | Berlin              | Antikenmuseum | Berlin 6              | Christiane Dehl-von Kaenel              | 1986 | Aegina-Fund | ISBN 3-406-31097-4      |
| 54   | Tübingen            | Antikensammlung des Archäologischen Instituts der Universität                                                     | Tübingen 5            | Johannes Burow                          | 1986 | Attisch-schwarzfigurige Keramik | ISBN 3-406-31710-3      |
| 55   | Kiel                | Antikensammlung der Kunsthalle zu Kiel                                                                            | Kiel 1                | Brigitte Freyer-Schauenburg             | 1988 | Böotisch; Lakonisch; Attisch schwarzfigurig, rotfigurig, weißgrundig und mit Deckfarben; Euböisch?; Schwarzfirnisware; Firnisware mit schwarzen Ornamenten; Westabhangkeramik; Hellenistische Keramik | ISBN 3-406-32830-X      |
| 56   | München             | Staatliche Antikensammlungen                                                                                      | München 10            | Berthold Fellmann                       | 1988 | Attisch-schwarzfigurige Kleinmeisterschalen | ISBN 3-406-33006-1      |
| 57   | München             | Staatliche Antikensammlungen                                                                                      | München 11            | Berthold Fellmann                       | 1989 | Attisch-schwarzfigurige Kleinmeisterschalen | ISBN 3-406-33653-1      |
| 58   | Göttingen           | Archäologisches Institut der Universität Göttingen                                                                | Göttingen 1           | Martin Bentz Frank Rumscheid            | 1989 | Unteritalische Vasen | ISBN 3-406-32992-6      |
| 59   | Bonn                | Akademisches Kunstmuseum                                                                                          | Bonn 3                | Magdalene Söldner                       | 1990 | Unteritalische Vasen | ISBN 3-406-34390-2      |
| 60   | Karlsruhe           | Badisches Landesmuseum                                                                                            | Karlsruhe 3           | Carina Weiß                             | 1990 | | ISBN 3-406-34689-8      |
| 61   | Berlin              | Antikenmuseum | Berlin 7              | Heide Mommsen                           | 1991 | Attisch-schwarzfigurige Kolonettenkratere, Stamnoi, Lutrophoren, Hydrien, Peliken, Oinochoen, Epinetra, Pyxidien und Exaleiptra der Westberliner Sammlung                                             | ISBN 3-406-35270-7      |
| 62   | Berlin              | Antikenmuseum | Berlin 8              | Irma Wehgartner                         | 1991 | Attisch-weißgrundige Lekythen der ehemals Westberliner Sammlung | ISBN 3-406-35237-5      |
| 63   | Mainz               | Johannes Gutenberg-Universität Mainz                                                                              | Universität Mainz 2   | Elke Böhr                               | 1992 | Attisch-rotfigurige, weißgrundige und gefirniße Keramik | ISBN 3-406-36544-2      |
| 64   | Kiel                | Antikensammlung der Kunsthalle zu Kiel                                                                            | Kiel 2                | Mathias Prange                          | 1993 | Zyprisch; Mykenisch; Geometrisch; Korinthisch; Ostgriechisch; Etruskisch; Unteritalisch schwarzfigurig                                                                                                | ISBN 3-406-37105-1      |
| 65   | München             | Staatliche Antikensammlungen                                                                                      | München 12            | Susanne Pfisterer-Haas                  | 1993 | Attisch-schwarzfigurige Olpen und Kleeblattkannen | ISBN 3-406-37527-8      |
| 66   | Frankfurt am Main   | Universität Liebieghaus                                                                                           | Frankfurt am Main 4   | Stamatia Mayer-Emmerling Ursula Vedder  | 1994 | | ISBN 3-406-38949-X      |
| 67   | Erlangen            | Antikensammlung der Friedrich-Alexander-Universität                                                               | Erlangen 1            | Olaf Dräger                             | 1995 | | ISBN 3-406-40491-X      |
| 68   | Tübingen            | Antikensammlung des Archäologischen Instituts der Universität                                                     | Tübingen 6            | Birgit Rückert                          | 1996 | Italische Vasen | ISBN 3-406-40677-7      |
| 69   | Tübingen            | Antikensammlung des Archäologischen Instituts der Universität                                                     | Tübingen 7            | Birgit Rückert                          | 1997 | Italische Vasen | ISBN 3-406-41981-X      |
| 70   | Gießen              | Antikensammlung der Justus-Liebig-Universität                                                                     | Gießen 1              | Marie Sipsie-Eschbach                   | 1998 | | ISBN 3-406-43599-8      |
| 71   | Würzburg            | Martin von Wagner Museum                                                                                          | Würzburg 4            | Gudrun Güntner                          | 1999 | Unteritalisch-rotfigurige Vasen | ISBN 3-406-44650-7      |
| 72   | Hannover            | Kestner-Museum | Hannover 2            | Alexander Mlasowsky                     | 2000 | | ISBN 3-406-46822-5      |
| 73   | Göttingen           | Archäologisches Institut der Universität Göttingen                                                                | Göttingen 2           | Martin Bentz Christiane Dehl-von Kaenel | 2001 | Korinthische und etruskische Keramik | ISBN 3-406-47450-0      |
| 74   | Berlin              | Antikenmuseum | Berlin 9              | Elke Böhr                               | 2002 | Attisch-rotfigurige Hydrien, attische Firnis-Hydrien | ISBN 3-406-49044-1      |
| 75   | Mannheim            | Reiß-Museum | Mannheim 2            | Federico Utili                          | 2003 | | ISBN 3-406-50565-1      |
| 76   | Dresden             | Staatliche Kunstsammlungen, Skulpturensammlung                                                                    | Dresden 1             | Rolf Hurschmann                         | 2003 | Unteritalisch-rotfigurige Vasen | ISBN 3-406-51718-8      |
| 77   | München             | Staatliche Antikensammlungen                                                                                      | München 13            | Berthold Fellmann                       | 2004 | Attisch-schwarzfigurige Augenschalen | ISBN 3-406-51960-1      |
| 78   | München             | Staatliche Antikensammlungen                                                                                      | München 14            | Erika Kunze-Götte                       | 2005 | Attisch-schwarzfigurige Halsamphoren | ISBN 3-406-53203-9      |
| 79   | Bochum              | Kunstsammlungen der Ruhr-Universität                                                                              | Bochum 1              | Norbert Kunisch                         | 2005 | Mykenische, attisch-geometrische und attisch-schwarzfigurige Vasen | ISBN 3-406-53754-5      |
| 80   | Leipzig             | Antikenmuseum der Universität                                                                                     | Leipzig 3             | Susanne Pfisterer-Haas                  | 2006 | | ISBN 3-406-53755-3      |
| 81   | Bochum              | Kunstsammlungen der Ruhr-Universität                                                                              | Bochum 2              | Norbert Kunisch                         | 2006 | Attisch-rotfigurige, weißgrundige und schwarzgefirnißte Vasen | ISBN 3-406-54442-8      |
| 82   | Bochum              | Kunstsammlungen der Ruhr-Universität                                                                              | Bochum 3              | Norbert Kunisch                         | 2007 | Nicht-attische Vasen | ISBN 978-3-406-55854-2  |
| 83   | Göttingen           | Archäologisches Institut der Universität Göttingen                                                                | Göttingen 3           | Norbert Eschbach                        | 2007 | Attisch-schwarzfigurige Keramik | ISBN 978-3-406-55855-9  |
| 84   | Erlangen            | Antikensammlung der Friedrich-Alexander-Universität                                                               | Erlangen 2            | Olaf Dräger                             | 2007 | schwarzfigurige, rotfigurige und weißgrundige Lekythen | ISBN 978-3-406-56481-9  |
| 85   | Berlin              | Antikensammlung                                                                                                   | Berlin 10             | Christiane Dehl-von Kaenel              | 2009 | Geometrische Keramik | ISBN 978-3-406-57839-7  |
| 86   | Berlin              | Antikensammlung                                                                                                   | Berlin 11             | Angelika Schöne-Denkinger               | 2009 | Attisch-rotfigurige Mischgefäße. Böotisch-rotfigurige Kratere | ISBN 978-3-406-59319-2  |
| 87   | München             | Staatliche Antikensammlungen                                                                                      | München 15            | Erika Kunze-Götte                       | 2010 | Attisch weißgrundige Lekythen | ISBN 978-3-406-60170-5  |
| 88   | München             | Staatliche Antikensammlungen                                                                                      | München 16            | Susanne Pfisterer-Haas                  | 2010 | Attisch rotfigurige Schalen | ISBN 978-3-406-60761-5  |
| 89   | Berlin              | Antikensammlung                                                                                                   | Berlin 12             | Nina Zimmermann-Elseify                 | 2011 | Attisch-weißgrundige Lekythen der ehemals Ostberliner Sammlung | ISBN 978-3-406-61493-4  |
| 90   | Jena                | Sammlung Antiker Kleinkunst der Friedrich-Schiller-Universität                                                    | Jena 1                | Hadwiga Schörner                        | 2011 | | ISBN 978-3-406-62560-2  |
| 91   | Hamburg             | Museum für Kunst und Gewerbe                                                                                      | Hamburg 2             | Rolf Hurschmann                         | 2012 | Unteritalisch rotfigurige Keramik | ISBN 978-3-406-62566-4  |
| 92   | Göttingen           | Archäologisches Institut der Universität Göttingen                                                                | Göttingen 4           | Norbert Eschbach                        | 2012 | Attisch rotfigurige Keramik | ISBN 978-3-406-63595-3  |
| 93   | Berlin              | Antikensammlung                                                                                                   | Berlin 13             | Nina Zimmermann-Elseify                 | 2013 | Attisch Rotfigurige Lekythen | ISBN 978-3-406-64873-1  |
| 94   | Berlin              | Antikensammlung                                                                                                   | Berlin 14             | Heide Mommsen                           | 2013 | Attisch schwarzfigurige Amphoren | ISBN 978-3-406-65335-3  |
| 95   | Berlin              | Antikensammlung                                                                                                   | Berlin 15             | Angelika Schöne-Denkinger               | 2014 | Attisch rotfigurige und schwarzgefirnisste Peliken, Loutrophoren und Lebetes Gamikoi | ISBN 978-3-406-66145-7  |
| 96   | München             | Staatliche Antikensammlungen                                                                                      | München 17            | Yasmin Olivier-Trottenberg              | 2014 | Etruskisch schwarzfigurige Keramik | ISBN 978-3-406-66656-8  |
| 97   | Dresden             | Staatliche Kunstsammlungen, Skulpturensammlung                                                                    | Dresden 2             | Eva Hofstetter-Dolega                   | 2015 | | ISBN 978-3-406-67747-2  |
| 98   | München             | Staatliche Antikensammlungen                                                                                      | München 18            | Elke Böhr                               | 2015 | Attisch bilingue und rotfigurige Schalen | ISBN 978-3-406-67748-9  |
| 99   | Berlin              | Antikensammlung                                                                                                   | Berlin 16             | Nina Zimmermann-Elseify                 | 2015 | Attische Alabastra und Bauchlekythen | ISBN 978-3-406-68353-4  |
| 100  | Bonn                | Akademisches Kunstmuseum                                                                                          | Bonn 4                | Dirk Piekarski                          | 2016 | Geometrische und orientalisierende Keramik | ISBN 978-3-406-6999-7-9 |
| 101  | München             | Staatliche Antikensammlungen                                                                                      | München 19            | Bettina Kreuzer                         | 2018 | Attisch schwarzfigurige Hydrien | ISBN 978-3-406-71540-2  |
| 102  | Berlin              | Antikensammlung                                                                                                   | Berlin 17             | Nina Zimmermann-Elseify                 | 2018 | Attisch schwarzfigurige Lekythen | ISBN 978-3-406-71541-9  |
| 103  | Berlin              | Antikensammlung                                                                                                   | Berlin 18             | Angelika Schöne-Denkinger               | 2018 | Attisch rotfigurige Kannen und plastische Gefäße | ISBN 978-3-406-72217-2  |
| 104  | Dresden             | Staatliche Kunstsammlungen, Skulpturensammlung                                                                    | Dresden 3             | Norbert Eschbach                        | 2018 | Attisch rotfigurige Keramik | ISBN 978-3-7696-3781-6  |
| 105  | München             | Staatliche Antikensammlungen                                                                                      | München 20            | Yasmin Olivier-Trottenberg              | 2019 | Etruskisch rotfigurige Keramik | ISBN 978-3-7696-3782-3  |
| 106  | Dresden             | Staatliche Kunstsammlungen, Skulpturensammlung                                                                    | Dresden 4             | Christiane Dehl-von Kaenel              | 2019 | Geometrische und korinthische Keramik | ISBN 978-3-7696-3783-0  |
| 107  | München             | Staatliche Antikensammlungen                                                                                      | München 21            | Bettina Kreuzer                         | 2021 | Attisch rotfigurige Kratere | ISBN 978-3-7696-3784-7  |
| 108  | Leipzig             | Antikenmuseum der Universität Leipzig                                                                             | Leipzig 4             | Susanne Pfisterer-Haas                  | 2022 | Attisch rotfigurige Keramik | ISBN 978-3-7696-3785-4  |
| 109  | Berlin              | Antikensammlung                                                                                                   | Berlin 19             | Angelika Schöne-Denkinger               | 2021 | Attisch schwarzfigurige Olpen, Oinochoen, Skyphoi und Kyathoi | ISBN 978-3-7696-3786-1  |
| 110  | Berlin              | Antikensammlung                                                                                                   | Berlin 20             | Laura Puritani Nina Zimmermann-Elseify  | 2022 | Attisch schwarzfigurige Halsamphoren und Hydrien | ISBN 978-3-7696-3788-5  |
| 111  | Dresden             | Staatliche Kunstsammlungen, Skulpturensammlung                                                                    | Dresden 5             | Norbert Eschbach                        | 2024 | Attisch schwarzfigurige und weißgrundige Lekythen | ISBN 978-3-7696-3789-2  |
| 112  | Berlin              | Antikensammlung                                                                                                   | Berlin 21             | Stefan Distler                          | 2024 | Attisch schwarzfigurige Schalen | ISBN 978-3-7696-3790-8  |

## Corpus Vasorum Antiquorum-Bände der DDR
| Band | Ort      | Museum                                       | Teilband  | Bearbeiter           | Jahr | Anmerkungen               | ISBN               |
| ---- | -------- | -------------------------------------------- | --------- | -------------------- | ---- | ------------------------- | ------------------ |
| 1    | Schwerin | Staatliches Museum Schwerin                  | Schwerin  | Gottfried von Lücken | 1972 | Gesamtbestand             |                    |
| 2    | Leipzig  | Antikenmuseum der Karl-Marx-Universität      | Leipzig 2 | Eberhard Paul        | 1973 | Schwarzfigurige Keramik   |                    |
| 3    | Berlin   | Staatliche Museen zu Berlin, Antikensammlung | Berlin 1  | Elisabeth Rohde      | 1990 | Attisch-rotfigurige Vasen | ISBN 3-05-001767-8 |

## Beihefte zum Corpus Vasorum Antiquorum Deutschland
Seit 2002 werden zu den Bänden des Corpus Vasorum Antiquorum auch Beihefte veröffentlicht. Die Reihe veröffentlicht Beiträge von Tagungen des CVA, die sich mit Grundsatzfragen und Grundlagenforschungen der antiken Keramik beschäftigen.
| Band | Titel | Herausgeber                        | Jahr | Tagung                | ISBN                   |
| ---- | --- | ---------------------------------- | ---- | --------------------- | ---------------------- |
| 1    | Vasenforschung und Corpus Vasorum Antiquorum. Standortbestimmung und Perspektiven                                          | Martin Bentz                       | 2002 | München 2000          | ISBN 3-406-49043-3     |
| 2    | Attische Vasen in etruskischem Kontext. Funde aus Häusern und Heiligtümern                                                 | Martin Bentz, Christoph Reusser    | 2004 | Regensburg 2002       | ISBN 3-406-51904-0     |
| 3    | Konservieren oder restaurieren. Die Restaurierung griechischer Vasen von der Antike bis heute                              | Martin Bentz, Ursula Kästner       | 2007 | Berlin 2006           | ISBN 3-406-56482-8     |
| 4    | Hermeneutik der Bilder. Beiträge zu Ikonographie und Interpretation griechischer Vasenmalerei                              | Stefan Schmidt, John H. Oakley     | 2009 | München 2008          | ISBN 978-3-406-59321-5 |
| 5    | Vasenbilder im Kulturtransfer. Zirkulation und Rezeption griechischer Keramik im Mittelmeerraum                            | Stefan Schmidt, Adrian Stähli      | 2012 | München 2010          | ISBN 978-3-406-62567-1 |
| 6    | Sammeln und Erforschen. Griechische Vasen in neuzeitlichen Sammlungen                                                      | Stefan Schmidt, Matthias Steinhart | 2014 | München 2012          | ISBN 978-3-406-66400-7 |
| 7    | Töpfer – Maler – Werkstatt. Zuschreibungen in der griechischen Vasenmalerei und die Organisation antiker Keramikproduktion | Norbert Eschbach, Stefan Schmidt   | 2016 | 2014                  | ISBN 978-3-406-66940-8 |
| 8    | Inszenierung von Identitäten. Unteritalische Vasenmalerei zwischen Griechen und Indigenen                                  | Ursula Kästner, Stefan Schmidt     | 2018 | 2016                  | ISBN 978-3-7696-3779-3 |
| 9    | Die Materialität griechischer Vasen. Mikrohistorische Perspektiven in der Vasenforschung                                   | Martin Langner, Stefan Schmidt     | 2020 | München, Oktober 2018 | ISBN 978-3-7696-3780-9 |
| 10   | Scherben und Geschichte. Die absolute Datierung bemalter griechischer Keramik                                              | Stefan Schmidt                     | 2022 | München, Oktober 2020 | ISBN 978-3-7696-3787-8 |